# (73055) 2002 FG
2002 أف جي (ويعرف أيضًا باسم (73055) 2002 أف جي وفق تسمية الكوكب الصغير) (بالإنجليزية: 2002 FG)‏ هو كويكب ضمن حزام الكويكبات؛ وترتيبه 73055 من حيث الاكتشاف.
اكتُشف هذا الجُرم الفلكي بواسطة William Kwong Yu Yeung ‏ في 16 مارس 2002.

## وصلات خارجية
- (73055) 2002 FG في قاعدة بيانات مختبر الدفع النفاث لأجرام النظام الشمسي الصغيرة

- الاكتشاف · مخطط المدار ·  العناصر المدارية · المعلمات المادية

- (73055) 2002 FG على موقع ويكي سكاي: DSS2, SDSS, GALEX, IRAS, Hydrogen α, X-Ray, Astrophoto, Sky Map, Articles and images